# ご存知遠山の金さん
『ご存知遠山の金さん』（ごぞんじとおやまのきんさん）はNETで1973年10月7日から1974年9月22日にかけて日曜20時枠で放送された市川段四郎主演による連続テレビ時代劇。全51話。

## 概要
原作は陣出達朗。前週まで放映された『遠山の金さん捕物帳』の後番組で新シリーズ。「舞台に専念したい」との理由で金さん役を降板した中村梅之助の後を受け、歌舞伎役者で当時27歳の市川段四郎が江戸北町奉行・遠山金四郎に扮した。NETと東映京都制作による『遠山の金さん』シリーズの第2作目にあたる。
主人公の金さんを除いて設定・登場人物が一新された一方で、タイトルバックの映像およびOP・EDの主題歌については、前番組と全く同じものが使用されるなど、前番組からの連綿性が意識されている。
抜け忍で「からす小僧」を名乗る義賊だったが第1話で金さんに助けられて改心し、以後は密偵役となって金さんに協力する弥太郎を歌舞伎役者・市川銀之助が演じた。
なお、時代劇専門チャンネルにて初放送された際、一部の回に次回予告がついていなかった。また、その次回予告も、第34話の予告篇（第33話本編終了後）から使われる曲が異なっていた。一部の回の予告ではメインゲストを紹介することもあった。更にその第34話以降はこれまでと違い、いきなりOP映像ではなく、アバンタイトルからOP映像という流れを辿った。

## キャスト
- 遠山の金さん（遠山金四郎）：市川段四郎

江戸北町奉行。なめくじ長屋をねぐらにし、「樽平」に入り浸っている。第18話で古い友人に正体を悟られまいと、珍しく白洲で桜吹雪を見せなかった。その第18話よりおよそ5年前に奉行に着任したと同話内で述べている。第21話では部下の浅見共々偽物が現れた。第24話では珍しくお白州が開かれず、浅見ら与力3人と共に亀川藩の江戸藩邸に乗り込み、江戸家老の岩田主膳らの悪事を糺すと同時に、遠山自ら金さんの正体を明かした。また、第42話では白洲では無い場所で遠山として悪人と対峙し、桜吹雪もその状態で見せるという珍しい演出が見られた。また、その第42話での様子から、「遠山 = 金さん」であることは、奉行所内では公然の秘密になっているものと考えて差し支えない。しかし結局、前作とは異なり正体を明かすことはしなかった。
- 弥太郎：市川銀之助

金さんの密偵。元義賊の「からす小僧」。前作の虎吉にあたる人物。第1話で金さんらのなめくじ長屋に引っ越してきた。同話で遠山から白洲での裁きの後、住まいを変えてほしいと懇願されたが、そのまま居座って夜泣き蕎麦屋をやりながら密偵に。浅見とともに金さんの正体を知る数少ない人物。第18話でお町と同業の瓦版屋に転業した。身軽なのは軽業師の出だからであることが何度か言及されている。第45話を最後に画面から退場したが、劇中での説明は特に無かった。
- 樽平：桂小金治（第1話 - 第33話、第36話）

居酒屋「樽平」の主人。最初、金さんを板前にしたがっていた。 特に後半期（第34話以降）は出演しない回が多く、第36話が最後の出演となった。
- お照：田坂都

樽平の娘。典型的な跳ねっ返りだが、美人比べにエントリーされたことがある。金さんに惚れている様子でもあるが、他の男にももてないわけではない。
- 昇竜の半五郎：工藤堅太郎

甲州の出であるチンピラ。背中に昇り竜の入れ墨をしている。金さんから「兄貴」「兄ぃ」などと呼ばれる。子供に好かれやすい。蜘蛛が苦手。「樽平」の常連で、なめくじ長屋に住んでおり、事件のきっかけになることも多い。小さい頃に母親と生き別れた経験を持つ。第36話でその母親が見つかりそうになるが・・・。髪型は当初、月代の町人髷だったが、途中からムシリの町人髷に変更されている。
- 三味線堀の伝助：谷村昌彦

岡っ引。大いに驚くとしゃっくりが出るため、初期は「しゃっくりの親分」と呼ばれることもあったが、そう呼ばれると怒る（話数の経過と共にしゃっくりの設定は消滅）。前作の文三同様に威張ってはいるが、文三ほどは金さんを殊更に目の敵にはしない（が、弥太郎と共に目はつけている模様）。岡っ引きとしては無能な部類。第31話以前の時点では2回の結婚経験があった。
- 忠太：井上茂

伝助の子分。素っ頓狂な見た目よりはまともなことを言う。調子が良く余計なことを言うので伝助に叱られることもある。「ネズミの忠太」と伝助から呼ばれることがある。下っ引き仲間もいるが、そのうちの一人を第41話で殺害されている。
- お町：高梨わか子※第5話より高梨わかこ（第1話 - 第33話）

瓦版屋。元は孤児。瓦版屋の仕事と正義感との板挟みに悩んだこともある（第15話）。第33話を最後に姿を消すが、劇中での説明は特に無かった。
- 鶴吉：古川ロック

なめくじ長屋住まいの駕籠かきでやや小太り。相棒の亀三とともに「樽平」の常連。次作『ご存じ金さん捕物帳』第20話にも顔を見せている。
- 亀三：多賀勝

鶴吉とコンビを組む駕籠かきで同じくなめくじ長屋住まい。こちらはひょろっとしている。彼も又、亀三とともに次作『ご存じ金さん捕物帳』第20話に登場した。
- 浅見重三郎：楠年明

前作の内藤や高崎と同じ役回りを務める北町奉行所与力（ただし、筆頭与力ではない）であり、金さんの正体を知っている人物。悪人捕縛の際に捕り方の先頭にいる人物。少なくとも第17話より5年前には北町奉行所で働いていたことから、ほぼ同時期に遠山と知り合っている可能性がある。彼もまた遠山を「殿」と呼ぶ。「樽平」などへの来店はほとんどなく、遠山=金さんと会う時は、番屋か奉行所内が多い。
- 本作にもナレーターがおり、前作と同じ人物だと思われる。ただし、ノンクレジット[8]。

- 三休：佐藤蛾次郎（第19話、第24話）

一応は僧侶。しかしながらインチキ坊主とされている。レギュラーではないが2回のメインゲスト歴（第19話、第24話）がある。演じた佐藤蛾次郎は第2話にも登場するが、ここでは別の役を演じている。

## スタッフ
- 原作：陣出達朗（ノンクレジット）
- 特技：宍戸大全
- プロデューサー：宮崎慎一（NET）（第1話 - 第33話）、片岡政義（NET）（第34話 - 第51話）、斎藤侑（東映）（第5話 - 第51話）、宮川輝水（東映）
- 脚本：小川英、四十物光男、遠藤仁、ちゃき克彰、原野立、櫻井康裕、有馬泉、田波靖男、池田一朗、美濃悠二、長野洋、武野勝、中野顕彰、山本英明、今村文人、安藤豊弘
- 音楽：小川寛興
  - 演奏：M・C・S
- 脚本協力：ジャック・プロダクション
- 撮影：安達重穂、平山善樹、羽田辰治、木村誠司、脇武夫、森常次、柾木兵一、脇治吉
- 照明：林春海、佐々木政一、岡田　耕二、椹木　儀一、松井薫、岩見秀夫、藤井光春
- 録音：諸熊秀喜、矢部吉三、墨関治、髙井唯夫、面屋竜憲
- 美術：宇佐美亮、寺島孝男、中島哲二、塚本隆治、鈴木孝俊
- 助監督：上杉尚祺、内沢豊、岡本静夫、曽根勇、太田雅章、西垣吉春、福井司、津島勝、古市真也、矢田清已
- 記録：野崎八重子、石田芳子、藤原凪子、篠敦子、長岡君枝、竹田ひろ子、平井宇津江、牛田二三子
- 整音：浜口十四郎、山根定男、草川石文、加藤正行
- 編集：岩本光司、西村政治
- 衣裳：上野徳三郎、石丸勝也、東京衣裳
- 美粧：堤野正直、井筒俊彦、河田福司、今義已、東和美粧、林三郎
- 結髪：河野節子、水巻春江、浜崎喜美江、東和美粧
- 装置：曽根美装、青木茂雄
- 装飾：山中忠知、仲川信宏、清原和雄、岩崎千寿、竹内敏行、窪田治
- 擬斗：三好郁夫、菅原俊夫、土井淳之祐（東映剣会）※東映剣会の表記は第10話から。
- 計測：津田宗之、佐賀彰、水島淳一、山口鉄雄、宮川俊夫
- 演技事務：川髙敏夫、本多和雄
- 進行主任：喜多外志之、藤野清、杉浦満州男
- 現像：東洋現像所
- 監督：林伸憲、鳥居元宏、荒井岱志、岡本静夫、松尾正武、井沢雅彦、河野寿一、佐々木康
- 制作：NET、東映

## 主題歌
- 親分&子分ズ『遠山の金さん』（作詞：名村宏、作曲：小川寛興、販売元：キングレコード）

## 放映リスト
前作のようなサブタイトルのフォーマットはなくなっている。
| 話数 | サブタイトル               | 放送日         | 脚本               | 監督     | ゲスト出演者 |
| ---- | -------------------------- | -------------- | ------------------ | -------- | --- |
| 1    | 闇夜に烏が二羽飛んだ       | 1973年 10月7日 | 小川英、四十物光男 | 林伸憲   | 戸浦六宏（飛騨屋辰造）、河津清三郎（酒井左馬之介）、西山嘉孝、永田光男、市川男女之助、宍戸大全、坂東京三郎 |
| 2    | 千両富に穴があった         | 10月14日       | 小川英、遠藤仁     | 林伸憲   | 本阿弥周子(おきみ)、佐藤蛾次郎(穴熊の源八)、川合伸旺(西脇主膳)、名和広(久三)、沢村昌之助(了念)、花上晃(留吉)、出水憲司、山口朱美、波多野博、川浪公次郎、大城泰、宍戸大全(特技)                                                                                           |
| 3    | 江戸小町五人娘             | 10月21日       | 小川英、遠藤仁     | 林伸憲   | 長谷川待子(お絹)、本郷秀雄(半右ヱ門)、吉岡ゆり(お京)、中村錦司、唐沢民賢、鈴木康弘、海老江寛、徳田実、宇田あつみ、松本智子、吉川恵美子、京町一代、森源太郎、矢奈木邦二郎、和田昌也、志茂山高也、峰蘭太郎、大矢正利、壬生新太郎、宍戸大全(特技)                           |
| 4    | 竜の首が恋をした           | 10月28日       | 小川英、茶木克彰   | 林伸憲   | 林由里(おちよ)、長谷川明男(大原一之進)、白石奈緒美、大橋壮多、田中弘史、阿波地大輔、浜田雄史、志賀勝、河東けい、鳥巣哲生、宍戸大全(特技) |
| 5    | 鬼女の涙                   | 11月4日        | 小川英、茶木克彰   | 鳥居元宏 | 美川陽一郎、永井秀明、上野山功一、白川浩二郎、伝法三千雄、柳川清、山田圭子、三田雅美、坂東京三郎、由井恵三、江原政一、岡本健、宍戸大全(特技)、宮園純子(お駒) |
| 6    | 弥太郎初恋ざんげ           | 11月11日       | 原野立             | 荒井岱志 | 亀井光代(青木百合江)、森幹太(藤井門太夫)、中井啓輔(大沢武兵ヱ)、新井和夫(四国屋利兵ヱ)、北原将光、波多野博、千代田進一、久保木貴利、坂本高章、藤川弘、木原広和、宍戸大全(特技)                                                                                           |
| 7    | 星はきれいか悲しいか       | 11月18日       | 小川英、四十物光男 | 荒井岱志 | 豊岡晋(仙太)、大森不二香(お吉)、汐路章(風祭検校)、江幡高志、浜伸二、藤長照夫、畑中怜一、森秀人、熊谷武、江原政一、山下義明、宍戸大全(特技) |
| 8    | 足を洗った女               | 11月25日       | 櫻井康裕           | 鳥居元宏 | 白木万理(お歌)、高津住男(芳三郎)、田口計、宮口二郎、不破潤、蓑和田良太、八代郷子、田中直行、宍戸大全(特技)、岩本多代（お新） |
| 9    | 狂った世直し               | 12月2日        | 有馬泉             | 荒井岱志 | 大丸二郎(文吉)、上村香子(お雪)、小川真司(仁吉)、土屋靖雄(乙松)、深江章喜(中野主膳)、北原義郎、永野達雄、小田真士、高並功、志茂山高也、峰蘭太郎 森谷譲、宍戸大全(特技) |
| 10   | 十八娘は二度死んだ         | 12月9日        | 原野立             | 林伸憲   | 酒井修(房次郎)、高桐真(和田織部)、藤尾純、千葉敏郎、酒井哲、松田明、佐名手ひさ子、岡嶋艶子、笹木俊志、春藤真澄、宍戸大全(特技)、光川環世(お静) |
| 11   | 長崎から来た娘             | 12月16日       | 櫻井康裕           | 林伸憲   | 四方正美(おりん)、高森和子(お菊)、見明凡太朗、江見俊太郎、国一太郎、那須伸太朗、智村清、宍戸大全(特技) |
| 12   | 無駄骨折って地獄を見た     | 12月23日       | 小川英、茶木克彰   | 岡本静夫 | 今福正雄(太兵ヱ)、中山克己(常吉)、河村裕三子(お菊)、沼田曜一、永田光男、山本一郎、表淳夫、平沢彰、きくち英一 坂東京三郎 尾崎孝二、野村鬼笑、稲村理恵、内藤康夫、東孝、宍戸大全(特技)                                                                                     |
| 13   | ひょっとこお面がベソかいた | 12月30日       | 櫻井康裕、小川英   | 荒井岱志 | 有吉ひとみ(お市)、横光勝彦(信造)、谷口完、幸田宗丸、徳田実、鈴木康弘、岩尾正隆、森源太郎、木谷邦臣、福本清三、宍戸大全(特技)、牟田悌三(藤八) |
| 14   | 火事と喧嘩と恋の花         | 1974年 1月6日  | 小川英、四十物光男 | 荒井岱志 | 柴田侊彦(清吉)、菊容子(お夏)、南原宏治(幽玄)、吉田義夫(茂蔵)、北村英三(久松)、有川正治、武周暢、丘路千、森章二、野口貴史、笹木俊志、藤長照夫、淡路康、矢野幸生、矢部義章、世羅豊、宍戸大全(特技)                                                                         |
| 15   | お町は見た                 | 1月13日        | 小川英、遠藤仁     | 松尾正武 | 曽根晴美(源次)、野口元夫(加賀屋)、天草四郎(越後屋)、広瀬義宣、日高久 大城泰、大矢敬典、矢部義章、小峰一男、高谷瞬二、宍戸大全(特技) |
| 16   | おやじは天下の大泥棒       | 1月20日        | 原野立             | 松尾正武 | 小野川公三郎(宇太郎)、川島育恵(おみね)、山岡徹也、中村孝雄、西山嘉孝、小田部通麿、三上左京、八代郷子、野村鬼笑、古関達則、土橋勇、宍戸大全(特技)、多々良純(伊加吉) |
| 17   | 恨みの炎が江戸を焼く       | 1月27日        | 小川英、田波靖男   | 林伸憲   | 渡辺やよい(お絹)、須藤健(勘助)、市原清彦(伍助)、北町嘉朗(喜兵ヱ)、楠本健二、千代田進一、滝譲二、有島淳平、岡嶋艶子、智村清、那須伸太朗、宍戸大全(特技) |
| 18   | 弁慶の泣きどころ           | 2月3日         | 小川英、四十物光男 | 林伸憲   | 山本麟一(文六)、保科三良(福助)、伝法三千雄、表淳夫、村居京之輔、藤沢徹夫、平河正雄、福田善晴、関真吾、稲村理恵 宍戸大全(特技)、谷啓(仁吉) |
| 19   | ぺてん和尚は殺しがお嫌い   | 2月10日        | 池田一朗           | 林伸憲   | 佐藤蛾次郎（三休）、三田村賢二(杵太)、大神信(鬼七)、岩田直二、双葉ひろ子、東竜子、入江慎也、藤本秀夫、松田利夫、宮川龍児、松本智子、宍戸大全(特技)、石山律(多助)、戸部夕子(おひで)                                                                                       |
| 20   | 江戸の夜を虎が走る         | 2月17日        | 池田一朗           | 荒井岱志 | 太田博之(芳太郎)、潮万太郎(信造)、藤岡重慶(秋山)、野口ふみえ(お松) 山口幸生、武田てい子、原聖四郎、大月正太郎、北野拓也、道井和仁、赤松志乃武、渡辺百合、小庄義明、宍戸大全(特技)                                                                                        |
| 21   | 頑張れニセ奉行             | 2月24日        | 美濃悠二           | 荒井岱志 | 遠藤太津朗(お役者団五郎)、川合伸旺(伊兵ヱ)、三角八郎、富田仲次郎、外山高士、石川博、国景子、五味竜太郎、佃和美、山本弘、田中弘史、千葉保、笹吾朗、熊谷武、森谷譲、西山清孝、宍戸大全(特技)                                                                               |
| 22   | 由井正雪 大いに笑う        | 3月3日         | 小川英、長野洋     | 林伸憲   | 今井健二(田村左内)、伊達三郎(玄妙斎)、宗近晴見、海老江寛、飯田覚三、乃木年雄、新海なつ、浪花五郎、島田秀雄、宍戸大全(特技)、花沢徳衛(勘八) |
| 23   | ご禁制の海から男が来た     | 3月10日        | 池田一朗           | 岡本静夫 | 和崎俊哉(長一郎)、村上冬樹、潮健児、三田桃基子、千葉敏郎、古関達則 稲村理恵 広瀬登美子、宍戸大全(特技) |
| 24   | ぺてん和尚は子供に弱い     | 3月17日        | 小川英、武末勝     | 林伸憲   | 佐藤蛾次郎（三休）、真山知子(お蓮)、神田隆(主膳)、三田村賢二(杵太)、松田洋治(良太)、不破潤、山田良樹、下元年世、矢部義章 三田雅美、坂本香、篠原一郎、井上博嗣、宍戸大全(特技)                                                                                            |
| 25   | 人の殺し方教えます         | 3月24日        | 小川英、中野顕彰   | 岡本静夫 | 森本レオ(三次)、八木孝子(お葉)、園田裕久(源造)、絹かずみ(お久美)、大木晤郎、新屋英子、矢奈木邦二郎、疋田泰盛、美松艶子、なかつかかずよ、玉山由利子、宍戸大全(特技) |
| 26   | 天狗の盗んだ赤ん坊         | 3月31日        | 原野立             | 林伸憲   | 町田祥子(おきぬ)、白木万理(阿久里)、柳生博、森山周一郎、梅地徳彦、田畑猛雄、武周暢、丘路千、吉田純子、鳴尾よね子、西康一、森源太郎、岡本崇、細井伸吾、宍戸大全(特技) |
| 27   | あっぱれ腰抜け侍           | 4月7日         | 山本英明           | 井沢雅彦 | 佐々木剛(圭二郎)、有吉ひとみ(お澄)、内田朝雄(源伯)、幸田宗丸(幸右ヱ門)、高桐真(頼母)、西山嘉孝、西山辰雄、佐名手ひさ子、小林泉、須永克彦、森章二、三島猛、泉好太郎、宍戸大全(特技)                                                                                       |
| 28   | 与力が殺し屋になるとき     | 4月14日        | 小川英、遠藤仁     | 井沢雅彦 | 松橋登(時三)、伊藤るり子、陶隆、永野達雄、永田光男、中村錦司、山本一郎、川浪公次郎、千代田進一 簑和田良太、小田真士、志茂山高也、峰蘭太郎、由井恵三、大江光、宍戸大全(特技)、伊吹吾郎(小林一之進)                                                                        |
| 29   | 謎の恋太鼓                 | 4月21日        | 池田一朗           | 林伸憲   | 倉岡伸太朗（一八）、玉川良一(近江屋)、小野恵子(おちか)、玉川伊佐男(勘助)、清川新吾、早見栄子、唐沢民賢、荒木雅子、国一太郎、岩尾正隆、福本清三、島岡安芸和、宍戸大全(特技)                                                                                               |
| 30   | 私は人を殺した             | 4月28日        | 小川英、茶木克彰   | 林伸憲   | 江夏夕子(お園)、北原義郎、水上竜子、宮口二郎、国田栄弥、奄美良平、疋田泰盛、藤長照夫、村田玉郎、前川良三、坂東京三郎、矢野幸男、野村鬼笑、西山清孝、京町一代、松代薫、宍戸大全(特技)、入川保則（綾部一之進）                                                             |
| 31   | 泣くな伝助                 | 5月5日         | 池田一朗           | 鳥居元宏 | 磯村みどり(お吉)、戸浦六宏(阿波屋)、堺左千夫(宇助)、稲吉靖、早川研吉、浅香春彦、三木昭八郎、宇佐美千絵、加藤匡志、宍戸大全（特技） |
| 32   | 二度裁かれた男             | 5月12日        | 小川英、遠藤仁     | 鳥居元宏 | 田中明夫(吉蔵)、加賀ちかこ(おゆき)、松宮五郎、高野真二、田中浩、中庸介、市村昌治、酒井哲、藤沢宏、林三恵、小峰一男、宍戸大全(特技) |
| 33   | 殴られた娘                 | 5月19日        | 小川英、四十物光男 | 井沢雅彦 | 倉石功(松吉)、三浦真弓(おとせ)、美川陽一郎(九兵ヱ)、梅津栄、鮎川浩、宮城幸生、藤本秀夫、平河正雄、藤原勝、新城邦彦、坂本香、岡田美香、宍戸大全(特技)、葉山良二(扇三郎)                                                                                                   |
| 34   | 人情地獄を見た男           | 5月26日        | 今村文人           | 林伸憲   | 宮園純子(お鶴)、武藤英司(三崎屋)、佐伯徹(弥八)、天野新士(津垣数馬)、北町嘉朗(井伏辰之助)、八代郷子、京町一代、牧野洋子、春藤真澄、岡田美香、宍戸大全(特技)、天知茂(佐吉)                                                                                                 |
| 35   | 桜吹雪が二人いた           | 6月2日         | 今村文人、安藤豊弘 | 河野寿一 | 北島マヤ(お京)、柴田和子(おとせ)、深江章喜、永井秀明、千葉敏郎、山本一郎、佃和美、田中弘史、鳥巣哲生、古閑達則、丸平峰子、玉山由利子、宍戸大全(特技)、山田太郎(太吉) |
| 36   | 半五郎母恋唄               | 6月9日         | 小川英、茶木克彰   | 井沢雅彦 | 長谷川待子(お紋)、君夕子(お澄)、田島義文(天満屋)、二瓶秀雄、山口朱実、大月正太郎、疋田泰盛、世羅豊、由井恵三、宍戸大全(特技) |
| 37   | 死神を斬った男             | 6月16日        | 池田一朗           | 井沢雅彦 | 珠めぐみ(お雪)、六本木真、近江輝子、飯田覚三、野口貴史、松田春子、上田恵子、河野元子、土橋勇、秋山克臣、村井宣之、宍戸大全(特技)、若林豪(松方甚内) |
| 38   | 般若と桜                   | 6月23日        | 小川英、茶木克彰   | 林伸憲   | 南城竜也(仙次)、芥川麻実子(お清)、谷口完、岡部正純、唐沢民賢、宍戸大全(特技、安三)、宮本毬子、元長摂、山岡和代、中原早苗(お佳) |
| 39   | 鳥になった男               | 6月30日        | 池田一朗           | 井沢雅彦 | 黒沢のり子(お晴)、高城淳一(頑鉄)、中山昭二、灰地順、溝田繁、北原将光、浜田雄二、白川浩二郎、村田玉郎、矢野幸生、小峰一男、宍戸大全(特技)、品川隆二(からくり朴兵衛) |
| 40   | 江戸一番の男伊達           | 7月7日         | 今村文人           | 河野寿一 | 松本留美(おしの)、宮口二郎(大庭)、中村孝雄(浅田)、原万平(牛松)、五十嵐義弘(篠山)、玉生司郎、奄美良平、榊原大介、藤本秀夫、大橋みつ子、宍戸大全(特技)、左とん平(助六)、徳田実                                                                                             |
| 41   | 折鶴は知っている           | 7月14日        | 小川英、遠藤仁     | 河野寿一 | 水原麻記(お糸)、山下洵一郎(文吉)、見明凡太朗、穂高稔、五藤雅博、山口幸生、伝法三千雄、武周暢、浜伸二、宮川龍児、池田美知子、宍戸大全(特技) |
| 42   | 遠山奉行が殺された!        | 7月21日        | 小川英、遠藤仁     | 井沢雅彦 | 竜崎勝(武吉)、八並映子(おきみ)、酒井修(菊次郎)、綾川香(影山)、岩城力也、五味竜太郎、丘路千、矢奈木邦二郎、高橋利道、佐藤好将、宍戸大全(特技) |
| 43   | 奉行が結んだ固い絆         | 7月28日        | 小川英、武末勝     | 河野寿一 | 市川靖子(お久)、町田祥子(お美乃)、神田隆(甲州屋) 、原口剛(田原屋)、光枝明彦(木村)、表淳夫、関真吾、家野繁治、森秀人、有島淳平、村居京之輔、野村鬼笑、藤川弘、山下義明、池田俊明、三上ひろ子、宍戸大全(特技)、浜畑賢吉(井筒屋忠兵ヱ)                                      |
| 44   | 地獄の死者も金次第         | 8月4日         | 池田一朗           | 鳥居元宏 | 渥美国泰(甲州屋)、天津敏(鉄心)、梢ひとみ(お辰)、牧冬吉(伊助)、江幡高志(作次)、大原百代(お松)、阿木五郎、乃木年雄、星野美恵子、加藤匡志、大江光、伊玖野暎子、楠三千代、井上卓也、宍戸大全(特技)                                                                           |
| 45   | 奉行もしくじることがある   | 8月11日        | 小川英、四十物光男 | 鳥居元宏 | 太田博之(友吉)、花沢徳衛(三蔵)、三上真一郎(喜六)、作本都(お峯)、高杉玄、山村弘三、宍戸大全(特技) |
| 46   | 爆薬を抱いた男             | 8月18日        | 今村文人           | 井沢雅彦 | 弓恵子(おいま)、安部徹(宇津木)、宮部昭夫(菱屋)、池田義彦、山本弘、千葉保、松田春子、平沢彰、宮本まり子、川浪公次郎、山田良樹、古閑達則、智村清、西山清孝、宍戸大全(特技)、水原弘(紙屋藤八)                                                                               |
| 47   | 朱丸をつける男             | 8月25日        | 池田一朗           | 井沢雅彦 | 服部妙子(お新)、小鹿番(勘助)、勝部演之、沼田曜一、服部哲治、小笠原まり子、永田光男、小田真士、那須伸太朗、疋田泰盛、矢部義章、アカデミー児童劇団、宍戸大全(特技)、殿山泰司(呑舟)                                                                                         |
| 48   | 花のお江戸の外人娘         | 9月1日         | 小川英、茶木克彰   | 林伸憲   | 住吉正博(秀次郎)、ジュリー・コワラスカ(ユリヤ)、真山知子(梅太夫)、外山高士(田村)、汐路章、宇治知美、神戸瓢助、北原将光、鈴木康弘、有島淳平、泉好太郎、和田昌也、山下義明、宍戸大全(特技)                                                                                 |
| 49   | 島帰りの拾いもの           | 9月8日         | 山本英明           | 荒井岱志 | 長谷川明男(栄吉)、松木路子(おけい)、藤岡重慶(島田)、森山周一郎、守田学哉、出水憲司、藤沢徹夫、矢野幸生、木谷邦臣、玉山由利子、宍戸大全(特技) |
| 50   | さて金さんの正体は?        | 9月15日        | 小川英、遠藤仁     | 荒井岱志 | 石田信之(丁五郎)、菊容子(お春)、川合伸旺(深沢)、池信一、加賀邦男、西山嘉孝、五味竜太郎、滝譲司、森源太郎、高並功、藤長照夫、島田秀雄、志茂山高也、福本清三、大矢正利、小城研一、有田剛一、宍戸大全(特技)                                                                 |
| 51   | 天馬のいななき             | 9月22日        | 池田一朗           | 佐々木康 | 赤座美代子(おくに)、小野恵子(おそめ)、一の瀬玲奈(おたか)、深江章喜、曽根晴美、岩田直二、永野達雄、坂口徹、溝田繁、酒井哲、斎穏寺忠雄、田畑猛雄、東竜子、林佐知子、千代田進一、三島猛、島田秀雄、浪花五郎、友金敏雄、松田利夫、古閑達則、水上博美、柴葉子、宍戸大全(特技) |